# Leioproctus boltoni
Leioproctus boltoni är en biart som beskrevs av Cockerell 1904. Leioproctus boltoni ingår i släktet Leioproctus och familjen korttungebin. Inga underarter finns listade i Catalogue of Life.